# Belén Gopegui
Belén Ruiz de Gopegui (Madrid, 1963) és una novel·lista i guionista de cinema espanyola que ja amb la seua primera novel·la (La escala de los mapas, 1993) va guanyar dos premis el Premio Tigre Juan i el Premio Iberoamericano "Santiago del Nuevo Extremo" (1994). La tercera va ser portada al cinema per Gerardo Herrero. Ha estat, a més, descrita per Francisco Umbral com la millor novel·lista de la seua generació.

## Biografia
Belén Gopegui és filla de Margarita Durán Suárez, una de les fundadores d'Amnistia Internacional a Espanya i del científic aeroespacial Luis Ruiz de Gopegui, un dels pocs experts en astrofísica espanyols de la seva generació.
Es va llicenciar en Dret a la Universitat Autònoma de Madrid i és doctora en Humanitats per la Universitat Carlos III de Madrid. I va encetar la seua carrera professional col·laborant en les seccions literàries de diferents mitjans de premsa.
El 1993, tot i que l'editorial va acceptar de publicar-la temps abans, va publicar a Anagrama la seua primera novel·la, La escala de los mapas que a més de ser un èxit va obtenir els premis Tigre Juan i el Iberoamericano Santiago del Nuevo Extremo per a nous autors.
El 1995 va publicar la segona, Tocarnos la cara, que també va ser acollida favorablement tant pel públic com per la crítica.
La tercera, i per a molts la seua millor novel·la, La conquista del aire, la va publicar el 1998 i va ser portada al cinema dos anys després, per Gerardo Herrero amb el títol de Las razones de mis amigos.
Des d'aquell moment va començar una relació amb el cinema que encara a hores d'ara continua. Va col·laborar amb González-Sinde, en el guió de La suerte dormida i va escriure en solitari el guió de la pel·lícula El principio de Arquímedes, 2004, dirigida també per Gerardo Herrero. A 2007 va escriure el guió de la tercera pel·lícula amb Herrero, Una mujer invisible.
L'any 2001 va publicar Lo real.
La seua novel·la, El lado frío de la almohada, que es va publicar el 2004 ha estat el centre d'una polèmica al voltant de l'autora per la seua postura política de suport a la Revolució Cubana. Fruit d'aquest posicionament polític ha estat la seua participació en el llibre col·lectiu Cuba 2005 junt amb Alfonso Sastre, Carlos Fernández Liria, Santiago Alba, Carlo Frabetti o John Brown.